# El pisito
El pisito ("Den lilla lägenheten") är en spansk komedifilm från 1959 i regi av Marco Ferreri och Isidoro M. Ferry, med Mary Carrillo och José Luis López Vázquez i huvudrollerna. Den handlar om ett par i Madrid som vill flytta ihop men saknar pengar till en lägenhet. Som lösning kommer de på att mannen kan gifta sig med den gamla dam som han hyr ett rum hos, som de hoppas snart ska dö så att han kan ärva lägenheten.
Filmen bygger på en novell av Rafael Azcona, som själv skrev  manuset. Premiären ägde rum 15 juni 1959. Året efter samarbetade Ferreri och Azcona igen med filmen El  cochecito.

## Medverkande
- Mary Carrillo som Petrita
- José Luis López Vázquez som Rodolfo
- Concha López Silva som Doña Martina Rodríguez
- Ángel Álvarez som Sáenz
- María Luisa Ponte som Hermana de Petrita
- Andrea Moro som Mari Cruz
- Gregorio Saugar som Don Manuel
- Celia Conde som Mery